# Kunle Odunlami
Kunle Odunlami (5 marzo 1990) è un ex calciatore nigeriano, di ruolo difensore.

## Carriera

### Club
Ha giocato nella prima divisione nigeriana ed in quella sudanese.

### Nazionale
Ha esordito con la nazionale nigeriana nel 2013; ha partecipato ai Mondiali del 2014.